# Eliminatórias da Copa do Mundo FIFA de 2018 - Europa (Grupo E)
O Grupo E das eliminatórias da Europa para a Copa do Mundo FIFA de 2018 foi formado por: Romênia, Dinamarca, Polónia, Montenegro, Armênia e Cazaquistão.
O vencedor do grupo se qualificou automaticamente para a Copa do Mundo de 2018. Além dos demais oito vencedores de grupos, os oito melhores segundos colocados avançaram para a segunda fase, que será disputada no sistema de play-offs.

## Classificação
| Pos | Equipe      | Pts | J  | V | E | D | GP | GC | SG  | Classificado                              |  | POL | DEN | MNE | ROU | ARM | KAZ |
| --- | ----------- | --- | -- | - | - | - | -- | -- | --- | ----------------------------------------- |  | --- | --- | --- | --- | --- | --- |
| 1   | Polónia     | 25  | 10 | 8 | 1 | 1 | 28 | 14 | +14 | qualificadas para a Copa do Mundo de 2018 |  | —   | 3–2 | 4–2 | 3–1 | 2–1 | 3–0 |
| 2   | Dinamarca   | 20  | 10 | 6 | 2 | 2 | 20 | 8  | +12 | qualificadas para a segunda fase          |  | 4–0 | —   | 0–1 | 1–1 | 1–0 | 4–1 |
| 3   | Montenegro  | 16  | 10 | 5 | 1 | 4 | 20 | 12 | +8  | Eliminado                                 |  | 1–2 | 0–1 | —   | 1–0 | 4–1 | 5–0 |
| 4   | Romênia     | 13  | 10 | 3 | 4 | 3 | 12 | 10 | +2  | Eliminado                                 |  | 0–3 | 0–0 | 1–1 | —   | 1–0 | 3–1 |
| 5   | Armênia     | 7   | 10 | 2 | 1 | 7 | 10 | 26 | −16 | Eliminado                                 |  | 1–6 | 1–4 | 3–2 | 0–5 | —   | 2–0 |
| 6   | Cazaquistão | 3   | 10 | 0 | 3 | 7 | 6  | 26 | −20 | Eliminado                                 |  | 2–2 | 1–3 | 0–3 | 0–0 | 1–1 | —   |

## Partidas
O calendário de partidas foi divulgado pela UEFA em 26 de julho de 2015, um dia após o sorteio ser realizado em São Petersburgo na Rússia.

### Primeira rodada
| 4 de setembro de 2016 | Dinamarca   | 1 – 0     | Armênia | Estádio Parken, Copenhague                  |
| 18:00 (UTC+2)         | Eriksen 17' | FIFA UEFA |         | Público: 21 745 Árbitro: AUT Harald Lechner |

| Dinamarca | Armênia |

| 4 de setembro de 2016 | Cazaquistão            | 2 – 2     | Polónia                             | Astana Arena, Astana                          |
| 22:00 (UTC+6)         | Khizhnichenko 51', 58' | FIFA UEFA | Kapustka 9' · Lewandowski 35' (pen) | Público: 19 905 Árbitro: NED Serdar Gözübüyük |

| Cazaquistão | Polónia |

| 4 de setembro de 2016 | Romênia  | 1 – 1     | Montenegro  | Cluj Arena, Cluj-Napoca                     |
| 21:45 (UTC+3)         | Popa 85' | FIFA UEFA | Jovetić 87' | Público: 25 468 Árbitro: ENG Anthony Taylor |

| Romênia | Montenegro |

### Segunda rodada
| 8 de outubro de 2016 | Armênia | 0 – 5     | Romênia                                                            | Estádio Republicano, Erevan                      |
| 20:00 (UTC+4)        |         | FIFA UEFA | Stancu 4' (pen) · Popa 10' · Marin 12' · Stanciu 29' · Chipciu 60' | Público: 5 500 Árbitro: RUS Vladislav Bezborodov |

| Armênia | Romênia |

| 8 de outubro de 2016 | Montenegro                                                           | 5 – 0     | Cazaquistão | Estádio Pod Goricom, Podgorica                    |
| 18:00 (UTC+2)        | Tomašević 24' · Vukčević 59' · Jovetić 64' · Bećiraj 73' · Savić 78' | FIFA UEFA |             | Público: 8 517 Árbitro: AUT Robert Schöergenhofer |

| Montenegro | Cazaquistão |

| 8 de outubro de 2016 | Polónia                         | 3 – 2     | Dinamarca                     | Estádio Nacional, Varsóvia                    |
| 20:45 (UTC+2)        | Lewandowski 20', 36' (pen), 48' | FIFA UEFA | Glik 49' (g.c.) · Poulsen 69' | Público: 56 811 Árbitro: ITA Gianlucca Rocchi |

| Polónia | Dinamarca |

### Terceira rodada
| 11 de outubro de 2016 | Cazaquistão | 0 – 0     | Romênia | Astana Arena, Astana                      |
| 22:00 (UTC+6)         |             | FIFA UEFA |         | Público: 12 346 Árbitro: POR Manuel Sousa |

| Cazaquistão | Romênia |

| 11 de outubro de 2016 | Dinamarca | 0 – 1     | Montenegro  | Estádio Parken, Copenhague                            |
| 20:45 (UTC+2)         |           | FIFA UEFA | Bećiraj 32' | Público: 20 582 Árbitro: ESP Alberto Undiano Mallenco |

| Dinamarca | Montenegro |

| 11 de outubro de 2016 | Polónia                               | 2 – 1     | Armênia      | Estádio Nacional, Varsóvia                 |
| 20:45 (UTC+2)         | Mkoyan 48' (g.c.) · Lewandowski 90+5' | FIFA UEFA | Pizzelli 50' | Público: 44 786 Árbitro: SVK Ivan Kružliak |

| Polónia | Armênia |

### Quarta rodada
| 11 de novembro de 2016 | Armênia                                          | 3 – 2     | Montenegro                  | Estádio Republicano, Erevan                |
| 21:00 (UTC+4)          | A. Grigoryan 50' · Haroyan 74' · Ghazaryan 90+3' | FIFA UEFA | Kojašević 36' · Jovetić 38' | Público: 3 500 Árbitro: CZE Pavel Královec |

| Armênia | Montenegro |

| 11 de novembro de 2016 | Dinamarca                                               | 4 – 1     | Cazaquistão    | Estádio Parken, Copenhague              |
| 20:45 (UTC+1)          | Cornelius 15' · Eriksen 36' (pen), 90+2' · Ankersen 78' | FIFA UEFA | Suyumbayev 17' | Público: 18 901 Árbitro: ISR Alon Yefet |

| Dinamarca | Cazaquistão |

| 11 de novembro de 2016 | Romênia | 0 – 3     | Polónia                                     | Arena Națională, Bucareste                 |
| 21:45 (UTC+2)          |         | FIFA UEFA | Grosicki 11' · Lewandowski 83', 90+1' (pen) | Público: 48 531 Árbitro: SVN Damir Skomina |

| Romênia | Polónia |

### Quinta rodada
| 26 de março de 2017 | Armênia                      | 2 – 0     | Cazaquistão | Estádio Republicano, Erevan                     |
| 20:00 (UTC+4)       | Mkhitaryan 73' · Özbiliz 75' | FIFA UEFA |             | Público: 11 500 Árbitro: MKD Aleksandar Stavrev |

| Armênia | Cazaquistão |

| 26 de março de 2017 | Montenegro | 1 – 2     | Polónia                        | Estádio Pod Goricom, Podgorica             |
| 20:45 (UTC+2)       | Mugoša 63' | FIFA UEFA | Lewandowski 40' · Piszczek 82' | Público: 10 439 Árbitro: HUN Viktor Kassai |

| Montenegro | Polónia |

| 26 de março de 2017 | Romênia | 0 – 0     | Dinamarca | Cluj Arena, Cluj-Napoca[A]                   |
| 21:45 (UTC+3)       |         | FIFA UEFA |           | Público: 26 895 Árbitro: ENG Martin Atkinson |

| Romênia | Dinamarca |

### Sexta rodada
| 10 de junho de 2017 | Cazaquistão | 1 – 3     | Dinamarca                                       | Estádio Central, Almaty                           |
| 22:00 (UTC+6)       | Kuat 76'    | FIFA UEFA | Jørgensen 27' · Eriksen 51' (pen) · Dolberg 81' | Público: 19 065 Árbitro: RUS Vladislav Bezborodov |

| Cazaquistão | Dinamarca |

| 10 de junho de 2017 | Montenegro                         | 4 – 1     | Armênia    | Estádio Pod Goricom, Podgorica         |
| 20:45 (UTC+2)       | Bećiraj 2' · Jovetić 28', 54', 82' | FIFA UEFA | Koryan 89' | Público: 6 861 Árbitro: NED Kevin Blom |

| Montenegro | Armênia |

| 10 de junho de 2017 | Polónia                               | 3 – 1     | Romênia    | Estádio Nacional, Varsóvia                |
| 20:45 (UTC+2)       | Lewandowski 29' (pen), 57', 62' (pen) | FIFA UEFA | Stancu 77' | Público: 57 128 Árbitro: FRA Ruddy Buquet |

| Polónia | Romênia |

### Sétima rodada
| 1 de setembro de 2017 | Cazaquistão | 0 – 3     | Montenegro                            | Astana Arena, Astana                              |
| 22:00 (UTC+6)         |             | FIFA UEFA | Vešović 31' · Bećiraj 53' · Simić 63' | Público: 16 511 Árbitro: BEL Sébastien Delferière |

| Cazaquistão | Montenegro |

| 1 de setembro de 2017 | Dinamarca                                                 | 4 – 0     | Polónia | Estádio Parken, Copenhague                 |
| 20:45 (UTC+2)         | Delaney 16' · Cornelius 42' · Jørgensen 59' · Eriksen 80' | FIFA UEFA |         | Público: 34 505 Árbitro: SRB Milorad Mažić |

| Dinamarca | Polónia |

| 1 de setembro de 2017 | Romênia     | 1 – 0     | Armênia | Arena Națională, Bucareste              |
| 21:45 (UTC+3)         | Maxim 90+1' | FIFA UEFA |         | Público: 27 178 Árbitro: CRO Ivan Bebek |

| Romênia | Armênia |

### Oitava rodada
| 4 de setembro de 2017 | Armênia   | 1 – 4     | Dinamarca                             | Estádio Republicano, Erevan               |
| 20:00 (UTC+4)         | Koryan 6' | FIFA UEFA | Delaney 16', 82', 90+3' · Eriksen 29' | Público: 6 800 Árbitro: SCO Robert Madden |

| Armênia | Dinamarca |

| 4 de setembro de 2017 | Montenegro  | 1 – 0     | Romênia | Estádio Pod Goricom, Podgorica            |
| 20:45 (UTC+2)         | Jovetić 75' | FIFA UEFA |         | Público: 9 452 Árbitro: SCO Craig Thomson |

| Montenegro | Romênia |

| 4 de setembro de 2017 | Polónia                                      | 3 – 0     | Cazaquistão | Estádio Nacional, Varsóvia                    |
| 20:45 (UTC+2)         | Milik 11' · Glik 74' · Lewandowski 86' (pen) | FIFA UEFA |             | Público: 56 963 Árbitro: LVA Andris Treimanis |

| Polónia | Cazaquistão |

### Nona rodada
| 5 de outubro de 2017 | Armênia           | 1 – 6     | Polónia                                                                   | Estádio Republicano, Erevan           |
| 20:00 (UTC+4)        | Hambardzumyan 39' | FIFA UEFA | Grosicki 2' · Lewandowski 18', 25', 64' · Błaszczykowski 58' · Wolski 89' | Público: 5 478 Árbitro: SVN Matej Jug |

| Armênia | Polónia |

| 5 de outubro de 2017 | Montenegro | 0 – 1     | Dinamarca   | Estádio Pod Goricom, Podgorica             |
| 20:45 (UTC+2)        |            | FIFA UEFA | Eriksen 16' | Público: 10 779 Árbitro: NED Björn Kuipers |

| Montenegro | Dinamarca |

| 5 de outubro de 2017 | Romênia                             | 3 – 1     | Cazaquistão  | Estádio Ilie Oană, Ploiești                 |
| 21:45 (UTC+3)        | Budescu 33', 38' (pen) · Keșerü 73' | FIFA UEFA | Turysbek 82' | Público: 10 123 Árbitro: SUI Sandro Schärer |

| Romênia | Cazaquistão |

### Décima rodada
| 8 de outubro de 2017 | Dinamarca         | 1 – 1     | Romênia  | Estádio Parken, Copenhague                 |
| 18:00 (UTC+2)        | Eriksen 60' (pen) | FIFA UEFA | Deac 88' | Público: 36 084 Árbitro: GER Deniz Aytekin |

| Dinamarca | Romênia |

| 8 de outubro de 2017 | Cazaquistão  | 1 – 1     | Armênia        | Astana Arena, Astana                        |
| 22:00 (UTC+6)        | Turysbek 64' | FIFA UEFA | Mkhitaryan 26' | Público: 12 158 Árbitro: MDA Alexandru Tean |

| Cazaquistão | Armênia |

| 8 de outubro de 2017 | Polónia                                                              | 4 – 2     | Montenegro                 | Estádio Nacional, Varsóvia                  |
| 18:00 (UTC+2)        | Mączyński 6' · Grosicki 16' · Lewandowski 85' · Stojković 87' (g.c.) | FIFA UEFA | Mugoša 78' · Tomašević 83' | Público: 57 538 Árbitro: ITA Daniele Orsato |

| Polónia | Montenegro |

## Artilheiros
16 gols (1)
- POL Robert Lewandowski

8 gols (1)
- DEN Christian Eriksen

7 gols (1)
- MNE Stevan Jovetić

4 gols (2)
- DEN Thomas Delaney
- MNE Fatos Bećiraj

3 gols (1)
- POL Kamil Grosicki

2 gols (11)
- ARM Ruslan Koryan
- ARM Henrikh Mkhitaryan
- DEN Andreas Cornelius
- DEN Nicolai Jørgensen
- KAZ Sergei Khizhnichenko
- KAZ Bauyrzhan Turysbek
- MNE Stefan Mugoša
- MNE Žarko Tomašević
- ROU Constantin Budescu
- ROU Adrian Popa I
- ROU Bogdan Stancu

1 gol (29)
- ARM Gevorg Ghazaryan
- ARM Artak Grigoryan
- ARM Hovhannes Hambardzumyan
- ARM Varazdat Haroyan
- ARM Aras Özbiliz
- ARM Marcos Pizzelli
- DEN Peter Ankersen
- DEN Kasper Dolberg
- DEN Yussuf Poulsen
- KAZ Islambek Kuat
- KAZ Gafurzhan Suyumbayev
- MNE Damir Kojašević
- MNE Stefan Savić
- MNE Marko Simić
- MNE Marko Vešović
- MNE Nikola Vukčević
- POL Jakub Błaszczykowski
- POL Kamil Glik
- POL Bartosz Kapustka
- POL Krzysztof Mączyński
- POL Arkadiusz Milik
- POL Łukasz Piszczek
- POL Rafał Wolski
- ROU Alexandru Chipciu
- ROU Ciprian Deac
- ROU Claudiu Keșerü
- ROU Răzvan Marin
- ROU Alexandru Maxim
- ROU Nicolae Stanciu

Gols contra (3)
- ARM Hrayr Mkoyan (para a  Polónia)
- MNE Filip Stojković (para a  Polónia)
- POL Kamil Glik (para a  Dinamarca)